# John G. Packer
John G. Packer ( 1929) es un botánico canadiense, que trabajó extensamente en la flora de Alberta, de Norteamérica, taxonomía de plantas árticas y alpinas.
De 1958 a 1988 fue instructor en el Departamento de Botánica en la Universidad de Alberta.

## Algunas publicaciones

### Libros
- 1995. Flora of the Russian Arctic: Polypodiaceae-Gramineae, v. 1 de Flora of the Russian Arctic: A Critical Review of the Vascular Plants Occurring in the Arctic Region of the Former Soviet Union. Con Aleksandr Innokentevich Tolmachev, Graham C. D. Griffiths, Olga Vladimirovna Rebristai︠a︡. Tradujo	Graham C. D. Griffiths. Ed.	ilustrada de	University of Alberta Press, 330 p. ISBN 0888642695, ISBN 9780888642691

- 1984. A checklist of the rare vascular plants of Alberta, with maps, v. 5 de Provincial Museum of Alberta Natural History Occasional Paper. Con Cheryl E. Bradley. Ed.	Alberta Culture, Historical Resources Division, 112 p.

- 1983. Flora of Alberta: A Manual of Flowering Plants, Conifers, Ferns, and Fern Allies Found Growing Without Cultivation in the Province of Alberta, Canada. Con Ezra Henry Moss. Ed.	ilustrada, reimpresa, revisada de University of Toronto Press, 687 p. ISBN 0802025080, ISBN 9780802025081

- 1977. Flora of Alberta: By John G. Packer. Suppl. Con Ezra H. Moss. Ed. University of Toronto Press

## Honores

### Eponimia
- (Asteraceae) Packera Á.Löve & D.Löve[4]